# Callionymus sublaevis
 Callionymus sublaevis és una espècie de peix de la família dels cal·lionímids i de l'ordre dels cipriniformes que es troba al sud-oest del Pacífic.